# بنك الاحتياطي الفيدرالي (بوسطن)
بنك الاحتياطي الفيدرالي في بوسطن هو المسؤول عن الدائرة الأولى للاحتياطي الفيدرالي في الولايات المتحدة، والتي تغطي نيو إنجلاند: مين وماساتشوستس ونيو هامبشاير ورود آيلاند وفيرمونت وكل ولاية كونيتيكت باستثناء مقاطعة فيرفيلد. يقع مقره الرئيسي منذ عام 1977 في مبنى بنك الاحتياطي الفيدرالي المميز الذي يبلغ ارتفاعه 614 قدمًا (187 مترًا) والمكون من 32 طابقًا في 600 أتلانتيك أفينيو في بوسطن. تم تصميم جزء البرج من المبنى من قبل شركة الهندسة المعمارية هيو ستابينز وشركاه، بين برجين على كلا الجانبين. من عام 1922 إلى عام 1977 كان مقر البنك يقع في 250 شارع فرانكلين، يشغلها حاليًا فندق لانجهام بوسطن.
رمز البنك هو A1، مما يعني أن فواتير الدولار من هذا البنك ستحتوي على الحرف A عليها. رئيسها الحالي سوزان كولينز. يصف بنك الاحتياطي الفيدرالي في بوسطن مهمته بأنها تعزيز «النمو والاستقرار المالي في نيو إنجلاند والأمة». يشمل بنك الاحتياطي الفيدرالي في بوسطن أيضًا مركز السياسة العامة في نيو إنجلاند.
تم تعيين هذا المبنى كمعلم بوسطن من قبل لجنة معالم بوسطن في عام 1978.